# ویاچسلاف شالیه‌ویچ
ویاچسلاف شالیه‌ویچ (روسی: Вячесла́в Анато́льевич Шале́вич؛ ۲۷ مهٔ ۱۹۳۴ – ۲۱ دسامبر ۲۰۱۶) بازیگر اهل اتحاد جماهیر شوروی بود. وی بین سال‌های ۱۹۵۸ تا ۲۰۱۶ میلادی فعالیت می‌کرد.
از فیلم‌ها یا برنامه‌های تلویزیونی که وی در آن نقش داشته‌است می‌توان به مرشد و مارگاریتا، لحظات هفده‌گانه بهاری و الان وقتش نیست اشاره کرد.
وی همچنین برندهٔ جوایزی همچون هنرمند مردمی جمهوری شوروی فدراتیو سوسیالیستی روسیه و نشان افتخار فدراسیون روسیه شده‌است.